# Margarida Aritzeta i Abad
Margarida Aritzeta i Abad (Valls, 20 de juliol de 1953) és escriptora i ha estat professora de teoria de la literatura i literatura comparada a la Universitat Rovira i Virgili (Tarragona) fins al setembre de 2018.
Va néixer a Valls (Alt Camp), on resideix després d'haver estudiat i viscut durant un temps a Barcelona. Durant els anys de la seva formació, fa tres cursos de Belles Arts a l'Escola Sant Jordi de Barcelona (actualment Facultat de Belles Arts), que inicialment combina amb els estudis de filosofia i lletres a la Universitat de Barcelona, fins que abandona Belles Arts per dedicar-se plenament als estudis humanístics.
Entra en contacte amb el món literari i coneix els escriptors que comencen a tornar de l'exili, les figures de referència, així com els aleshores joves de la generació dels setanta, amb qui lliga amistat i relacions literàries, encara que no comença a publicar fins a la dècada dels 80.

Participa en el col·lectiu literari Ofèlia Dracs des de 1983, just quan el col·lectiu preparava l'edició de Negra i consentida (1983) i començava a treballar en un recull que mai no va veure la llum i que s'havia de dir La primera vegada. 

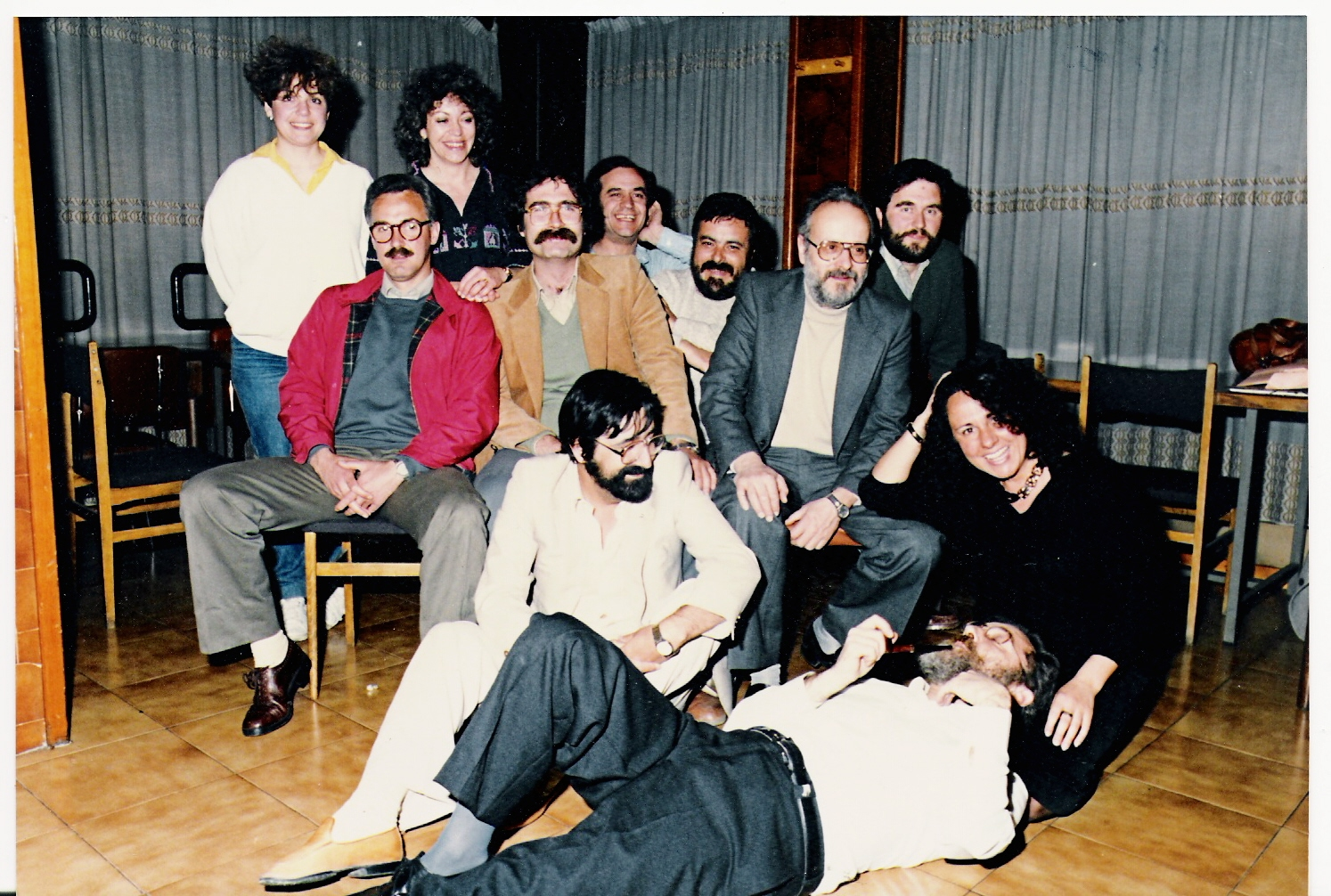
Una de les reunions d'Ofèlia Dracs, foto de Roser Vernet i Quim Soler

 Ha publicat contes amb Ofèlia Dracs en els volums Essa efa (1985), Boccato di cardinali (1985) i Misteri de reina (1994), i n'ha format part fins que el col·lectiu es va deixar de reunir (perquè, en realitat, mai no es va dissoldre), després de la mort de Joaquim Soler i de Jaume Fuster, a poca distància l'un de l'altre.

## Activitat professional
És mestra, llicenciada en història moderna i doctora en filologia catalana per la Universitat de Barcelona, on va fer el doctorat amb una tesi sobre el poeta i crític Josep Lleonart (tesi consultable; Arxivat 2021-05-19 a Wayback Machine.). Ha col·laborat a la ràdio (Ràdio Popular de Reus) i en diverses publicacions periòdiques, com el setmanari Mestral, de curta vida, que volia ser un periòdic d'informació política de les comarques meridionals de Catalunya i el diari Avui. La major part de la seva vida professional, l'ha dedicada a la docència, a la recerca i a l'escriptura.
A l'inici de la seva activitat professional, va ser durant tres anys professora de secundària. Ben aviat, el curs 1979-80, es va vincular professionalment a la Divisió VII de la Universitat de Barcelona, la futura Universitat Rovira i Virgili, on ha treballat fins al final del curs 2018. Des de la URV, ha col·laborat en projectes docents i de recerca d'altres universitats, com la UAB i la UOC, amb l'ICE de la UB, amb l'Escola d'Administració Pública de la Generalitat de Catalunya. Ha participat en col·loquis i congressos sobre literatura en diversos llocs d'Europa, Amèrica i Àsia (Beijing). Ha organitzat cursos de postgrau i màsters sobre literatura, sobre escriptura literària i guionatge i ha impartit cursos de literatura en universitats de l'Argentina i de Cuba, a través del programa Intercampus. Precisament a Cuba, on va néixer la seva mare, va encetar una de les línies temàtiques de la seva obra narrativa amb L'herència de Cuba.

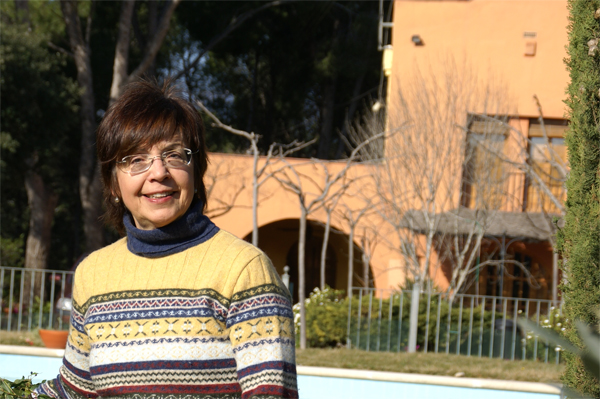
Margarida Aritzeta davant la masia Cardellà, on transcorren els episodis de la novel·la El pou dels maquis

 Una altra de les línies de la seva narrativa té relació amb Valls i amb el mas en què va néixer, on entre 1946 i 1947 van viure durant nou mesos quatre guerrillers que pertanyien a l'Agrupació Guerrillera de Catalunya i van ser detinguts en l'anomenada «Caiguda dels 80», i processats en el consell de guerra sumaríssim 35836. El coneixement d'aquesta història, anterior a la seva naixença, ha donat lloc a la novel·la verídica El pou dels maquis i al volum El pou dels maquis. Els fets, els documents, en què s'explica el procés de documentació i entrevistes amb els supervivents.
La seva primera obra publicada és un assaig: Carrasclet-Veciana, elements per a l'anàlisi de la guerrilla antiborbònica (1979). Ha publicat sobretot novel·les, algunes de les quals adreçades al públic infantil i juvenil. Ha conreat també la novel·la de gènere: novel·la negra, ciència-ficció, fantasia mítica.

L'activitat com a professora universitària l'ha portada a publicar nombrosos treballs de recerca, estudis de literatura i edicions crítiques, entre les quals destaca l'edició d'una part del Calaix de sastre del baró de Maldà i diversos estudis sobre Narcís Oller, entre molts altres.

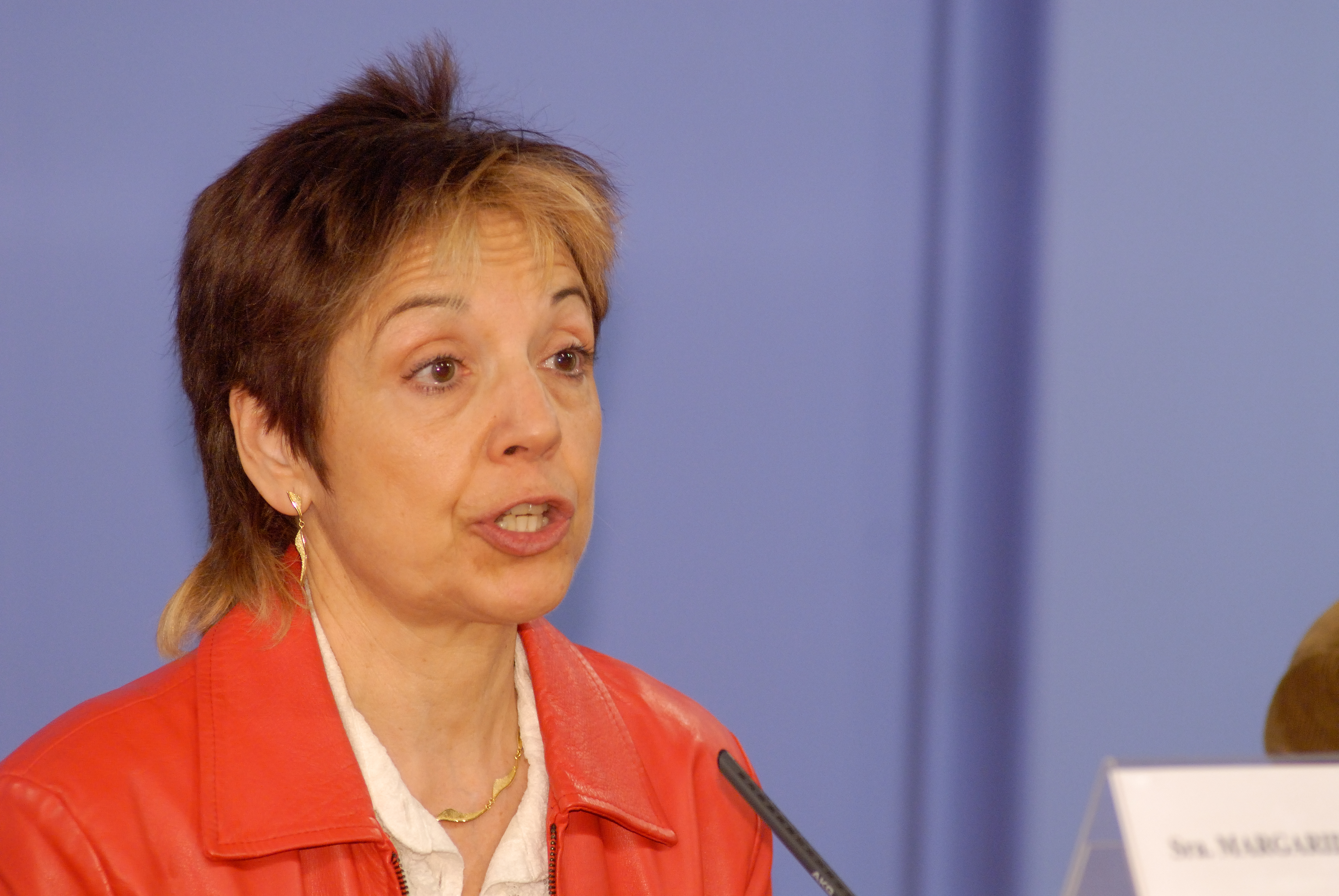
Margarida Aritzeta a l'MHC el 2008

Entre 2006 i 2010, va formar part del govern de la Generalitat de Catalunya com a directora general d'Acció Departamental del Departament de Vicepresidència i des del càrrec va impulsar diversos projectes, com la creació de la comissió de commemoracions històriques i culturals del govern, la representació de la Generalitat a l'Alguer, o l'Eurodistricte de l'Espai Català Transfronterer, un projecte liderat per la casa de la Generalitat de Catalunya a Perpinyà.

## Obres

### Novel·les
- Un febrer a la pell. Barcelona: Edicions 62, 1983; ISBN 842971989X.
- Vermell de cadmi. Barcelona: Laia, 1984; ISBN 8472224317.
- El darrer toro. Barcelona: Plaza i Janés, 1987; ISBN 8401341086.
- El correu de Trípoli. Barcelona: La Magrana, 1990; ISBN 8474104998.
- Tie Break. Barcelona: La Magrana, 1991; ISBN 8422641631.
- El cau de llop. Barcelona: La Magrana, 1992; ISBN 8474106117.
- Quaranta graus a l'ombra. Reus-Tarragona, publicada per capítols en El Nou Diari, 1992.
- Atlàntida. Barcelona: Columna, 1995; ISBN 8478098240.
- L'home inventat. Barcelona: Columna, 1996; ISBN 8483000474.
- L'herència de Cuba. Barcelona: Columna, 1997; ISBN 8483002744.
- El verí. Valls: Cossetània, 2002; ISBN 8495684438.
- Perfils de Nora. Barcelona: Proa, 2003; ISBN 8484375374.
- El llegat dels filisteus. Valls: Cossetània, 2005; ISBN 8497911652.
- La maleta sarda. Barcelona: Columna, 2010; ISBN 9788466410953. En italià: ISBN 9788415896456.
- El pou dels maquis. Valls: Cossetània, 2013; ISBN 9788490340462.
- El pou dels maquis: els fets, els documents. Realitat i documentació d'una novel·la verídica. Valls: Cossetània, 2013; ISBN 9788490340462.
- Bandoler. Valls: Cossetània, 2013; ISBN 9788490342022.
- L'amant xinès. Barcelona: Llibres del Delicte, 2015.[17] ISBN 9788494106484.
- Els fils de l'aranya. Barcelona: Llibres del Delicte, 2016; ISBN 9788494374975.
- La filla esborrada. Barcelona: Capital Books, 2017; ISBN 9788494492877.
- Rapsòdia per a un mort. Barcelona: Llibres del Delicte, 2018; ISBN 9788494936111.
- Teoria del gall. Barcelona: Llibres del Delicte, 2020; ISBN 9788412062557.
- Encara hi ha flors: quan els morts no descansen en pau. Barcelona: Capital Books, 2022; ISBN 9788412408614
- Les dones de lli. Valls: Cossetània, 2024; ISBN 9788413563336
- L'Hort de les Ànimes. Barcelona: Clandestina, 2025; ISBN 9788419627643

### Narrativa
- Quan la pedra es torna fang a les mans. Barcelona: Selecta, 1981; ISBN 9788429804737.
- Essa Efa [obra col·lectiva, amb Ofèlia Dracs]. Barcelona: Laia, 1985; ISBN 9788429742312.
- Boccato di cardinali [obra col·lectiva, amb Ofèlia Dracs]. València: Tres i Quatre, 1985; ISBN 9788475021485.
- Temps de secada. València: Gregal, 1986; ISBN 9788475751375.
- Misteri de reina [obra col·lectiva, amb Ofèlia Dracs]. València: Tres i Quatre, 1994; ISBN 9788475024202.
- «La fortuna», dins Dones soles. Barcelona: Planeta, 1995. Col·lecció Ramon Llull, p. 21-32; ISBN 9788408016281.
- «El prodigi», dins Temps de fogony: relats històrics de l'Alt Pallars. Barcelona: Proa, 2004; dins DD.AA.: El darrer comte del Pirineu. Barcelona: Proa, 2005.
- «L'assassinat de la venedora de cupons», dins Anna Maria VILLALONGA (ed.). Elles també maten. Barcelona: Llibres del Delicte, 2013.
- «L'or del ring», dins Llibre de la Marató 2015, p. 101-112; ISBN 9788494452406.
- «Metro Llacuna», dins Barcelona, viatge a la perifèria criminal, Barcelona: Crims cat.
- «Mala sang», dins Assassins del Camp. Barcelona: Llibres del Delicte, 2018; ISBN 9788494788949.
- «El fill del rei», dins La cervesa de la Highsmith. Lleida: Pagès, 2021, p. 29-38; ISBN 9788413032320.

### Novella juvenil
- Emb Gran Nord. Barcelona: Edicions 62, 1985; Barcelona: Empúries, 1997; ISBN 8429723617. En gallec: ISBN 8482881388.
- La volta al món de Gilbert, el lloro. Barcelona: Teide, 1987; Barcelona: Publicacions de l'Abadia de Montserrat, 1995; ISBN 8430714286. En castellà: ISBN 8430714138.
- El castell del Tascó. Barcelona: Pirene, 1988; ISBN 8477660387.
- Grafèmia. Barcelona: Laia, 1982; ISBN 9788472226869
- Un rock d'estiu. Barcelona: Columna Jove, 1992; ISBN 8478093966. En euskera: ISBN 8433011146.
- L'aiguamoll dels cocodrils. Barcelona: Cruïlla, 2000; ISBN 8482868500.
- El castell del cor menjat. Barcelona: Cruïlla, 2003; ISBN 8466105956.
- Aigües de tardor. Barcelona: Cruïlla, 2006; ISBN 846611372X.
- El gorg negre. Barcelona: Estrella Polar, 2012; ISBN 9788499328874.
- La nit de la papallona. Barcelona: Barcanova, 2014; ISBN 9788448933470.
- Cita a la paret de gel. Benicarló: Onada edicions, 2014; ISBN 9788415896456.
- Els cais de les sirenes. Barcelona: Cruïlla, 2015; ISBN 9788466138765.
- Quimera. Benicarló: Onada edicions, 2018; ISBN 9788417050634.

### Assaig, crítica i estudis literaris
- Carrasclet-Veciana. Elements per a l'anàlisi de la guerrilla antiborbònica. Valls: Òmnium Cultural, 1979; Número d'OCLC: 807238745.
- Un filojansenista: Jaume Cesat: Barcelona, 1757 - Valls, 1809: presentació d'un manuscrit de poesies. Valls, 1982. Col·lecció Òmnium Cultural Alt Camp; ISBN 8430069046.
- Josep Lleonart: obra crítica. 3 vol. (1010 f.). Universitat de Barcelona, Facultat de Filologia 1985. Número d'OCLC: 804417271. Resum de tesi doctoral. Barcelona: Universitat de Barcelona, 1985. Número d'OCLC: 892302531.
- Manuel de Montoliu: obra crítica. Tarragona: Institut d'Estudis Tarraconenses Ramon Berenguer IV, 1988; ISBN 8450579724.
- Diccionari de termes literaris. Barcelona: Edicions 62, 1996; ISBN 8429741186.
- El joc intertextual: quatre itineraris per la «sala de les nines»: (Llorenç Villalonga, Mercè Rodoreda, M. Antònia Oliver, Toni Serra). Barcelona: Proa, 2002; ISBN 8484373517.
- Isabel-Clara Simó, Barcelona: Associació d'Escriptors en Llengua Catalana, 2014 Retrats 26

### Edició de textos i edició crítica de textos
- Rafael d'Amat i de Cortada (baró de Maldà). Viatge a Maldà i Anada a Montserrat (edició del text amb estudi introductori de M. Aritzeta). Barcelona: Publicacions de l'Abadia de Montserrat, 1986; ISBN 8472027759.
- Rafael d'Amat i de Cortada (baró de Maldà). El Col·legi de la Bona Vida (edició del text amb estudi introductori de M. Aritzeta). Barcelona: Barcanova, 1993; ISBN 8475338216.
- Rafael d'Amat i de Cortada (baró de Maldà). Viles i ciutats de Catalunya (edició crítica del text amb estudi introductori). Barcelona: Barcino, 1993; ISBN 8472266516.
- Rafael d'Amat i de Cortada (baró de Maldà). Miscel·lània de viatges i festes majors (edició crítica del text amb estudi introductori). Barcelona: Barcino, 1994; ISBN 8472266591 ISBN 8472266605.

### Estudis sobre la seva obra
- Magí Sunyer (ed.) (2020). Margarida Aritzeta, Tarragona, Publicacions de la URV (ISBN 978-84-8424-861-3)
- «Aritzeta i Abad, Margarida», dins Diccionari de la Literatura Catalana, dirigit per Àlex Broch, p. 82-83. Barcelona: Enciclopèdia Catalana 2008; ISBN 9788441218239.

## Premis i reconeixements
- Premi Víctor Català de contes i narracions per Quan la pedra es torna fang a les mans (1980)
- Finalista Premi Joaquim Ruyra el 1981 per Grafèmia (1982)
- Premi Sant Joan de Novel·la per Un febrer a la pell (1983)
- Premi Barcanova de Literatura Juvenil 2013 amb El vol de la papallona, que es va publicar amb el títol La nit de la papallona (2014).
- Creu de Sant Jordi (2018)[18][19]
- Títol de Reconeixement de l'Ajuntament de Valls (2016)[20]
- Vallenca de l'any (2014)[21]
- Homenatge al Festival Tiana Negra 2019 per ser baula entre diverses generacions d'escriptors de novel·la negra.[22]
- Jornades «Margarida Aritzeta» de la Càtedra Baixeras (2019)[23]